# 쿠치마 없는 우크라이나

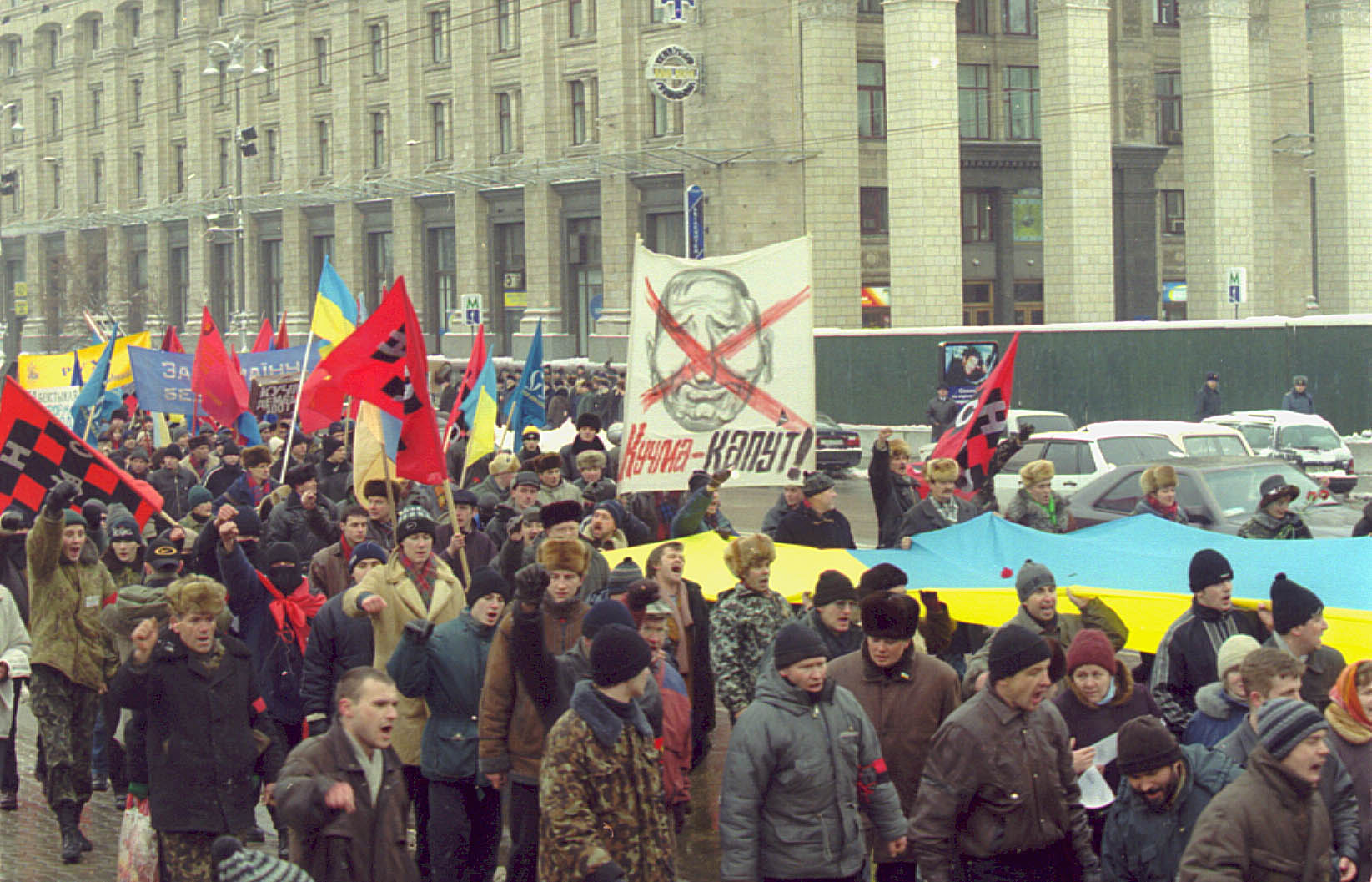
2001년 2월 6일에 우크라이나 키이우에서 열린 반(反)쿠치마 시위

쿠치마 없는 우크라이나(우크라이나어: Україна без Кучми 우크라이나 베즈 쿠치미[*])는 우크라이나에서 오렌지 혁명 이전인 2000년부터 2001년까지 진행된 정치적 행동이었다. 오렌지 혁명과 달리 반(反)쿠치마 시위는 정부가 야당 인사와 우크라이나어 사용자들을 체포하면서 효과적으로 통제되거나 묵인됐다.
반쿠치마 시위는 1999년 대통령 선거 때 촉발된 희대의 사건인 카세트 스캔들에 영향을 받았다. 이 스캔들을 토대로 주요 정치가가 신임을 잃는 한편 우크라이나의 정세가 친러시아에서 친서방으로 바뀌는 결정적 계기가 이뤄졌고 당시 막 취임한 레오니드 쿠치마 대통령에 대한 사퇴 압력이 거세졌다. 시위 행위는 진정되지 않았고 야권 연대를 통해 오렌지 혁명의 단초를 만들었다.
2000년 12월 15일 키이우 독립광장에서 시작된 시위는 당시에는 거의 주목을 받지 못했다. 그러나 머지 않아 학생과 야권 활동가들의 시위가 대규모로 확산됐다. 스캔들 거의 직전의 1999년 우크라이나 대통령 선거에서 근소한 차이로 패한 야당은 세력규합과 강화의 기회로 삼았고 시위는 범연대를 추구했다. 야권에서 자발적인 리더십이 발휘되기에 이르렀고 10여개 이상의 정당이 캠페인을 지지하면서 중도 및 극우 정당도 포함하게 됐다. 정치적 자유를 요구하는 목소리가 커졌고 시위 도중 서방의 관심을 요구했다.

## 같이 보기
- 유로마이단
- 오렌지 혁명